# Salvador Durán
Salvador Durán Sánchez (Cidade do México, 6 de Maio de 1985) é um automobilista mexicano que atualmente disputa o campeonato da World Series by Renault pela equipe Interwetten.com.